# Atikum
Gli Atikum (o anche Huamuê, Uamué) sono un gruppo etnico del Brasile che ha una popolazione stimata in circa 5.183 individui nel 2010. Parlano la lingua Portoghese (codice ISO 639: POR) e sono principalmente di fede animista. La vecchia lingua Uamué è considerata estinta.
I membri del comunità indigena di Atikum-Uma chiamano loro stessi "indiani dell'Atikum Uma", in riferimento ad un progenitore ancestrale. Secondo gli Atikum, il loro progenitore Uma è stato "il più antico indios" e padre degli Atikum, i cui discendenti sono cresciuti nel villaggio di Olho d'Água do Padre (ex Olho d'Água da Gameleira).

## Posizione
Vivono nello stato di Pernambuco, nelle vicinanze di Floresta, e nello stato di Bahia. Secondo la cartografia ufficiale, il loro territorio si trova nelle regioni di Crioulas e Umã, all'interno dei confini del comune attuale di Carnaubeira da Penha, nel sertão dello Stato di Pernambuco.
La comunità Atikum è formata da una ventina di villaggi:
- Alto do Uma
- Olho d'Água do Padre
- Casa de Telha
- Jatobá
- Samambaia
- Sabonete
- Lagoa Cercada
- Oiticica
- Areia dos Pedros
- Serra da Lagoinha
- Jacaré, Bom Jesus
- Baixão
- Estreito
- Mulungu
- Boa Vista
- Angico

## Sostentamento
L'agricoltura è la base dell'economia Atikum, i rocas (campi delle piantagioni) di manioca, mais, fagioli, riso, semi di ricino e di cotone sono comuni tra le colline di Uma. Inoltre, la marijuana (cannabis sativa) è ampiamente coltivata - sebbene non sempre dagli Atikum - dal momento che la zona, così come i comuni di Carnaubeira da Penha e Floresta, fanno parte del cosiddetto "Poligono della Marijuana ", che comprende diversi comuni dell'interno dello Stato di Pernambuco. La frutta coltivata comprende banane, mango, anacardi, papaia, pinha, guava, cocco, arance e limoni. Anche la produzione di miele è significativa.